# チャグチャグ馬コ

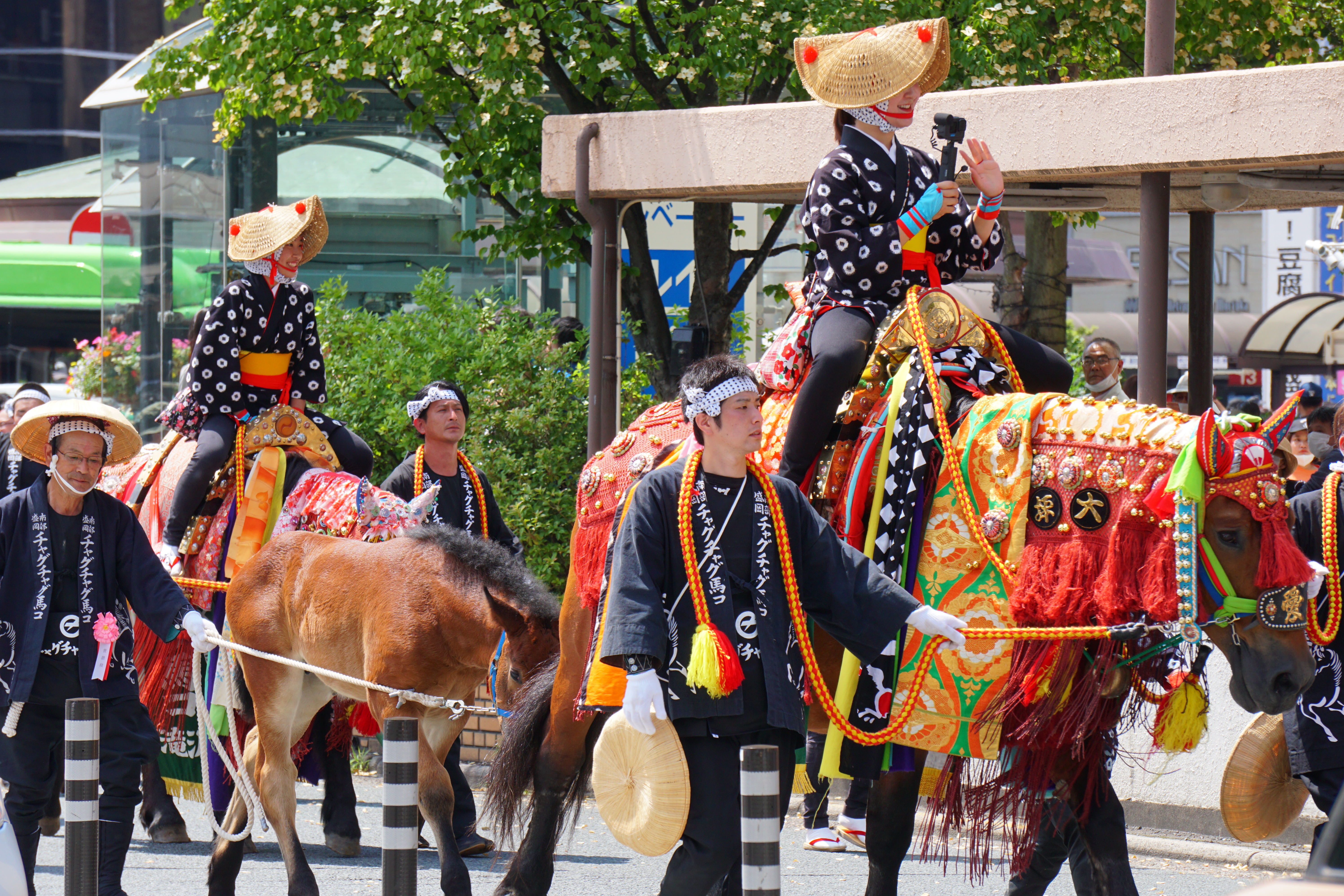
チャグチャグ馬コの行列。2023年、盛岡駅前にて

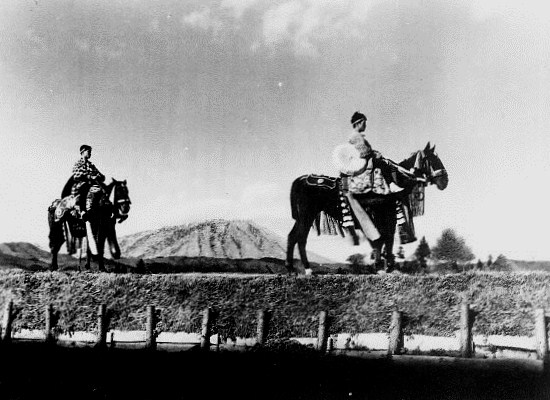
チャグチャグ馬コ（1934年に撮影）

チャグチャグ馬コ（チャグチャグうまっコ）は、岩手県滝沢市と盛岡市において毎年6月の第2土曜日に実施される祭り。滝沢市の鬼越蒼前神社から盛岡市の盛岡八幡宮までの14キロメートルの道のりを、100頭ほどの華やかな馬具を纏った馬を連れて進行する。1978年に「記録作成等の措置を講ずべき無形の民俗文化財」に選択され、チャグチャグ馬コの鈴の音は、1996年に環境庁の「残したい日本の音風景100選」に選出された。

## 概要
起源は、「農民による馬体安全祈願の蒼前詣」であるとされる。古来より、牛とともに農耕にかかせない家畜であった馬の勤労を感謝する祭りで、大型の優秀な馬「南部駒」の産地として知られる南部藩において日頃の労働の感謝の意味を込めて旧暦の5月5日に村民が鬼越蒼前神社に馬の無病息災を祈願したのである。
馬のあでやかな飾り付けとたくさんの鈴が特徴で、歩くたびにチャグチャグと鳴る鈴の音が名称の由来といわれている。
小学生の子供が馬の乗り手としてパレードに参加する。長い行程で疲れてしまい、居眠りをする子供もよく見られる。
パレードのルートに入らないが、馬のオーナーがいる関係で矢巾町も開催団体に加わっており、本開催前には同「町内の幼稚園や老人ホームなど」を周る催しも行われる。なお2023年4月29日には、矢巾町で初めてチャグチャグ馬コが行われ、6頭の馬が練り歩いた。
もともとは旧暦5月5日に開催されていたが、農繁期を避けるために1958年からは新暦の6月15日開催に変更された。2001年以降はより多くの人が参加しやすいよう、6月の第2土曜日に開催されている。
2020年、2021年は新型コロナウイルス感染症の影響により中止となった。2022年は、「ルートの一部変更や盛岡市大通でのパレード縮小などのコロナ対策を講じた上で開かれ」た。2023年は「制限を設けず通常通り開催」された。